# Charles Lanrezac
Charles Louis Marie Lanrezac (30 de julio de 1852, en Pointe-à-Pitre - 18 de enero de 1925, en Neuilly-sur-Seine) fue un militar francés. Comandante en jefe del quinto ejército francés en los primeros meses de la Primera Guerra Mundial, intervino en las batallas de agosto de 1914 en la zona de  Charleroi, origen de la detención del avance alemán hacia París.

## Biografía
Participó en la guerra franco-prusiana, y ocupó diferentes puestos en varias unidades, y en escuelas de estudios militares, en donde se distinguió por sus aportaciones al desarrollo de la doctrina militar francesa, desde su puesto de profesor en la Escuela Superior de Guerra.
Al inicio de la Primera Guerra Mundial, en agosto de 1914, Lanrezac es nombrado comandante del quinto ejército francés, que es enviado a la zona belga por donde se estaba produciendo la invasión alemana.
El 20 de agosto el quinto ejército participa en diferentes batallas en la zona de Charleroi, en Bélgica, pero después de varios días de cruentos enfrentamientos, el 24 de agosto, se ve obligado a retirarse, y Lanrezac es destituido.
Pese a todo se considera que los movimientos del quinto ejército francés forzaron los desplazamientos hacia el este del primero y segundo ejércitos alemanes, llevándoles a las derrotas de Guisa y de la primera batalla del Marne, y como resultado de esta última, no lograron su objetivo, la entrada en París.